# Manuel Alepuz Andrés
Manuel Alepuz Andrés   (Burjassot, 7 d'octubre de 1917 - Castelló de la Plana, 13 d'agost de 2008) fou un futbolista valencià de la dècada de 1940.
La seva posició al camp era la de defensa esquerre. Es formà al Burjassot CF, amb qui arribà a semifinals del campionat d'Espanya d'aficionats el 1936. A continuació jugà amb l'Athletic Club de Castelló la lliga Mediterrània i amb el València CF la Copa de l'Espanya Lliure. Durant la Guerra Civil jugà breument a l'Espanyol i va estar al front de Lleida i a la batalla de l'Ebre.
Acabada la guerra retornà al València CF, on no disposà de molts minuts. La temporada 1942-43 jugà a la Ferroviaria de Madrid, CE Castelló, Deportivo de La Coruña i Llevant UE.
Fou entrenador del Llevant la temporada 1951-52 i president del Comitè Valencià d'Entrenadors.